# My Love (chanson de Céline Dion)
Pour les articles homonymes, voir My Love.
Singles de Céline Dion
Alone
(2008)
Pistes de Taking Chances
Eyes on Me Shadows of Love
My Love est une chanson qui se retrouve sur l'album Taking Chances de Céline Dion. Il sera lancé comme 3e extrait en Amérique et en Europe et comme 4e extrait au Royaume-Uni.
Le vidéoclip a été tourné lors du spectacle à Montréal. Il sera lancé le 25 septembre 2008.
Au Royaume-Uni, il fut le second single depuis Eyes on Me à rater les palmarès, scannant à la 129e position. Au Canada, la chanson débute en 82e position et sera lancée la semaine suivante en 67e position. La chanson sera au top 40 en Italie.

## Formats et tracklistings
Téléchargement Digital  Mondial
1. My Love

CD Single  Royaume-Uni
1. My Love (Radio Version)
2. My Love (Live de Taking Chances Tour)

DVD Promotionnel  États-Unis
1. My Love (Vidéo Clip)
2. Making Of My Love
3. Taking Chances World Tour (B-Roll Footage)
4. My Love / Heart / River (6 TV Spots)

## Charts mondiaux
| Pays        | Meilleure position |
| ----------- | ------------------ |
| Canada      | 67                 |
| Hongrie     | 9                  |
| Italie      | 33                 |
| Portugal    | 50                 |
| Royaume-Uni | 129                |